# Immunet
Immunet — бесплатное облачное антивирусное приложение, использующее ClamAV и собственный движок. 5 января 2011 года объявлено, что Immunet была приобретена Sourcefire.
Приложение бесплатное, хотя коммерческая версия также доступна. Файлы сигнатур вирусов хранятся в облаке, а не на отдельных компьютерах, поэтому загрузка сигнатур не требуется. Как только вирус обнаружен и заблокирован для одного пользователя, все остальные пользователи Immunet получают такую же защиту практически мгновенно. Программное обеспечение отличается тем, что позволяет отдельным пользователям легко создавать собственные подписи.
1 января 2024 года разработчик сообщил о прекращении работы сервиса и облачных функций. 